# Claes Werdinius
Claes Anders Werdinius, född 23 februari 1943 i Kungsbacka, var en svensk jurist som var lagman i Klippans tingsrätt från 1993 till dess nedläggning i slutet av 2001 samt lagman i Ystads tingsrätt från 2002 till 2007.
Werdinius blev juris kandidat vid Lunds universitet 1968. Han utnämndes 3 december 1981 till hovrättsråd i hovrätten för Övre Norrland och 28 augusti 1986 till rådman i Lunds tingsrätt och sedan 25 maj 1989 utnämnas till hovrättsråd i hovrätten över Skåne och Blekinge. Han utnämndes 28 oktober 1993 till lagman i Klippans tingsrätt och den 21 februari 2002 utnämndes han till lagman i Ystads tingsrätt.